# La máscara de la muerte roja
La máscara de la muerte roja (en inglés:The Masque of the Red Death) es un cuento del escritor estadounidense Edgar Allan Poe publicado por primera vez en mayo de 1842 en Graham's Magazine. La historia sigue los intentos del príncipe Próspero de evitar una peligrosa plaga, conocida como la Muerte Roja. El relato sigue algunas tradiciones de la narrativa gótica y es analizado a menudo en una alegoría acerca de lo inevitable de la muerte. Aunque algunas críticas advierten no guiarse por una lectura alegórica, se han presentado muchas interpretaciones así como intentos de identificar la verdadera naturaleza de la enfermedad epónima.

## Argumento

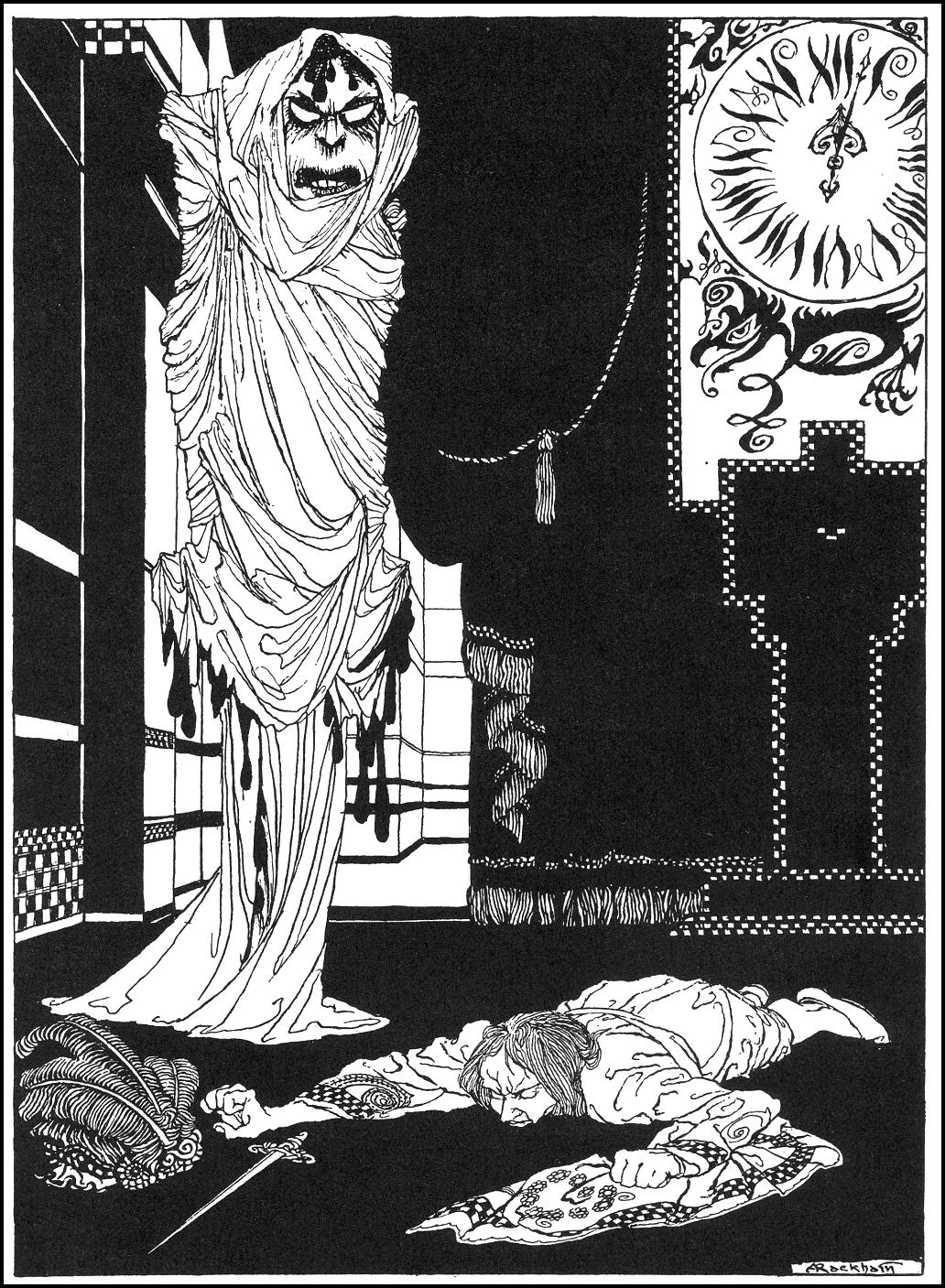
Ilustración del príncipe Próspero confrontando a la "Muerte Roja" por Arthur Rackham, 1935.

La historia se desarrolla en una abadía almenada del "afortunado, intrépido y astuto" príncipe Próspero. Próspero y otros mil nobles "sanos, fuertes y despreocupados" se han refugiado en este recinto para escapar de la Muerte Roja, una terrible peste con síntomas espantosos que se ha extendido por todo el país. Las víctimas sufren "agudos dolores", "repentinos vértigos" y "los poros sangraban abundantemente", y mueren en menos de media hora. Próspero y su corte se muestran indiferentes ante los sufrimientos de la población en general; pretenden esperar el fin de la peste con lujo y seguridad tras los muros de su refugio, después de haber soldado las puertas para asegurarse de que nadie entre ni salga.
Una noche, tras cinco o seis meses de aislamiento, Próspero celebra un baile de máscaras para agasajar a sus invitados en siete salas de colores de la abadía. Cada una de las seis primeras habitaciones está decorada e iluminada por unos braseros colocados justo delante de las ventanas, dando un color específico: azul, púrpura, verde, naranja, blanco y violeta. La última habitación está decorada en negro e iluminada por una luz escarlata, "de reflejo intensamente sangriento" que emana de sus vidrieras. Debido a esta escalofriante combinación de colores, muy pocos invitados se atreven a aventurarse en la séptima habitación. En dicha sala hay un gran reloj de ébano que da ominosas campanadas cada hora, momento en el que todo el mundo deja de hablar o bailar y la orquesta deja de tocar. Cuando deja de sonar, todo el mundo reanuda inmediatamente el baile. Al caer la noche, ninguno de los invitados entra en la última sala, ya que ésta adquiere un aspecto más inquietante y las nuevas campanadas del reloj les hacen sentirse incómodos.
Al sonar las campanadas de medianoche, los juerguistas y Próspero notan entre el público una figura vestida con una túnica oscura salpicada de sangre que recuerda a una mortaja. La máscara de la figura se asemeja al rostro rígido de un cadáver y muestra los rasgos de la Muerte Roja. Gravemente insultado, Próspero exige conocer la identidad del misterioso huésped para poder ahorcarlo al amanecer. Los invitados, demasiado temerosos para acercarse a la figura, le dejan pasar a través de las seis cámaras. El príncipe le persigue con una daga desenvainada y acorrala al huésped en la séptima habitación. Cuando la figura se vuelve hacia él, el príncipe lanza un grito agudo y cae muerto. Los juerguistas, aterrorizados y enfurecidos, irrumpen en la habitación negra para quitarle por la fuerza la máscara y la túnica, pero descubren horrorizados que no hay nada debajo. Sólo entonces se dan cuenta de que la figura era la misma Muerte Roja, que había "llegado como un ladrón que se desliza en la noche", y todos los invitados contraen la enfermedad y sucumben a ella. 
Cuando todos han muerto, el reloj deja de sonar y los braseros se extinguen. La línea final de la historia lo resume así: "Y las tinieblas, la descomposición, y la Muerte Roja se adueñaron salvajemente de todo".

## Análisis

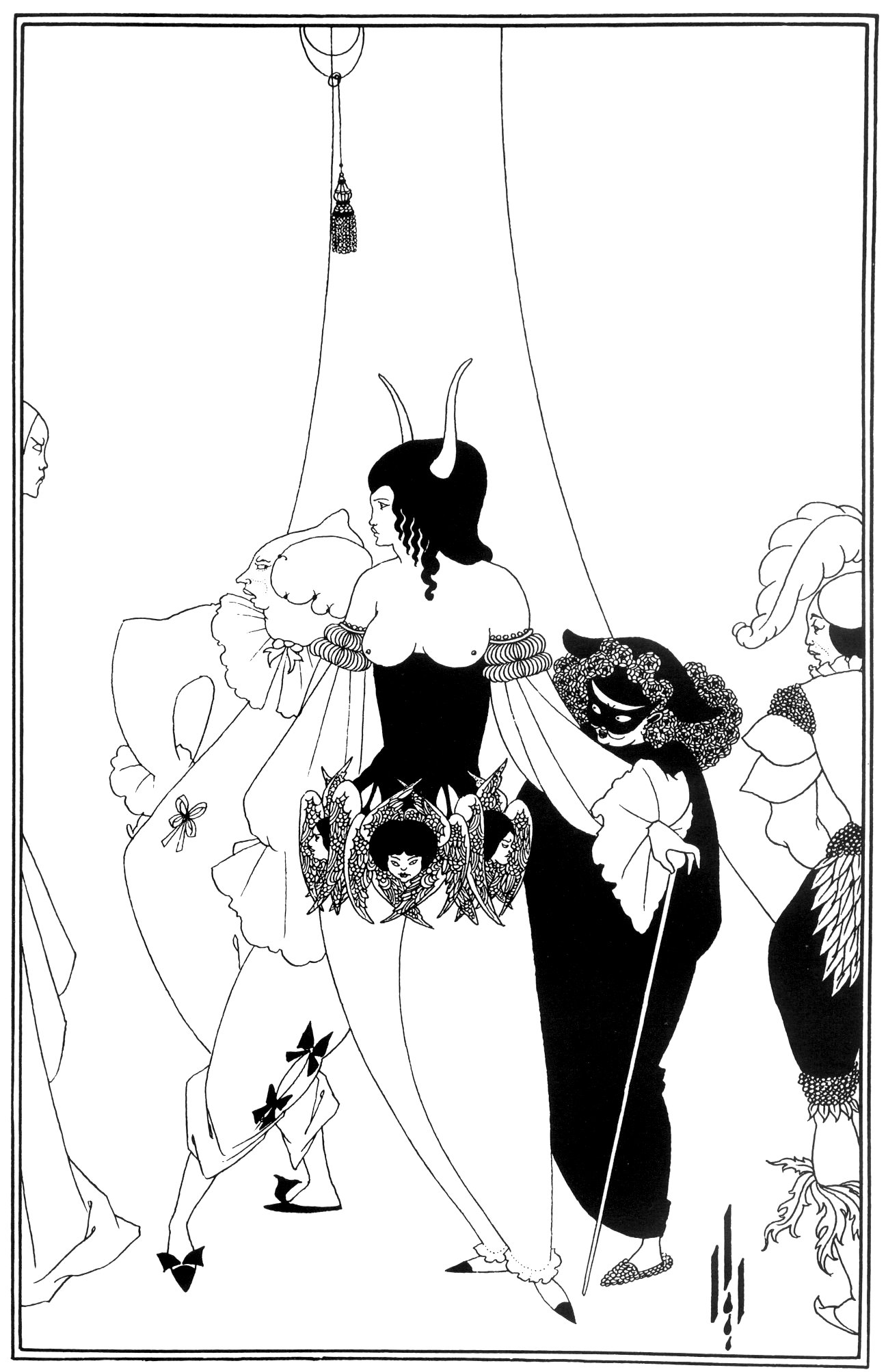
Ilustración para el relato por Aubrey Beardsley, 1894–1895.

Influido directamente por la primera novela gótica, El castillo de Otranto de Horace Walpole, Poe adopta en La máscara de la muerte roja muchas de las convenciones de la ficción gótica tradicional, incluido el castillo como escenario. Las múltiples habitaciones de un solo tono pueden representar la mente humana, mostrando diferentes tipos de personalidad. Las imágenes de sangre y tiempo también indican corporeidad. De hecho, la peste puede representar atributos típicos de la vida y la mortalidad humanas, lo que implicaría que toda la historia es una alegoría sobre los vanos intentos del hombre por eludir la muerte (interpretación comúnmente aceptada).: 137  Sin embargo, existe mucha controversia sobre cómo interpretar La máscara de la muerte roja; algunos sugieren que no es alegórica, especialmente debido a que Poe admite que no le gusta el didactismo en la literatura.: 134  Si la historia realmente tiene una moraleja, Poe no la enuncia explícitamente en el texto.
La sangre, en la que se hace hincapié a lo largo del relato, junto con el color rojo, es un símbolo dual que representa tanto la muerte como la vida. Así lo subraya la figura enmascarada -de la que nunca se dice explícitamente que sea la Muerte Roja, sino sólo un juerguista disfrazado de ella- que hace su aparición inicial en la habitación más oriental, que es de color azul, un color que se asocia más a menudo con el nacimiento.: 141 
Aunque el castillo de Próspero está pensado para mantener a raya la enfermedad, en última instancia es una estructura opresiva. Su diseño laberíntico y sus ventanas altas y estrechas se vuelven casi burlescas en la última sala negra, tan opresiva que "eran muy pocos los que se atrevían a pisar aquel espluznante recinto". Además, el castillo debe ser un espacio cerrado, pero el forastero consigue colarse dentro, lo que sugiere que el control es una ilusión.
Como muchos de los cuentos de Poe, La máscara de la muerte roja ha sido interpretada por algunos desde un punto de vista autobiográfico. Desde este punto de vista, el príncipe Próspero es Poe como un joven rico, parte de una familia distinguida muy parecida a la familia de acogida de Poe, los Allan. Según esta interpretación, Poe busca refugio de los peligros del mundo exterior, y su descripción de sí mismo como la única persona dispuesta a enfrentarse al extraño es emblemática de la carrera de Poe hacia peligros ineludibles en su propia vida. Próspero es también el nombre de un personaje central de La tempestad de William Shakespeare.

### La "Muerte Roja"
La Muerte Roja es una enfermedad ficticia. Poe la describe como causante de "agudos dolores y repentinos vértigos; y después, los poros sangraban abundantemente" que conducen a la muerte en media hora.
La enfermedad pudo haberse inspirado en la tuberculosis (o consunción, como se conocía entonces), ya que Virginia, la esposa de Poe, padecía la enfermedad en el momento en que se escribió el relato. Al igual que el personaje del príncipe Próspero, Poe trató de ignorar la naturaleza terminal de la enfermedad. La madre de Poe, Eliza, su hermano William y su madre adoptiva, Frances, también habían muerto de tuberculosis. 
Alternativamente, la Muerte Roja puede referirse al cólera; Poe fue testigo de una epidemia de cólera en Baltimore en 1831. Otros han sugerido que la enfermedad es en realidad la peste bubónica, enfatizada por el clímax de la historia que presenta a la Muerte Roja en la habitación negra. Algunos autores comparan la descripción con la de una fiebre hemorrágica viral o una fascitis necrosante. También se ha sugerido que la Muerte Roja no es una enfermedad, sino una debilidad (como el pecado original) inherente a toda la humanidad.: 139–140 

## Adaptaciones
Se filmó una película basada en el cuento de Poe, llamada también La máscara de la muerte roja (1964), protagonizada por Vincent Price y Hazel Court. La banda noruega Theatre of Tragedy incluyó partes de los diálogos de esta película en la canción "And when He Falleth", de su disco Velvet Darkness They Fear (1996). La banda española Opera Magna incluye una canción con el mismo título basada en cuento en su álbum "Poe" (2010). La banda de rock gótico mexicana Tétrico Romance lanza en (2015) su primer sencillo titulado "Sangre" basada en el cuento, incluyendo la última línea de la narración en el intermedio de la canción. Asimismo la banda salvadoreña "Clair de Lune" lanzó su canción "Victims of Selfishness" (2014) cuya letra está basada en el cuento y también utilizó la ilustración realizada por Harry Clarke como portada del sencillo, mientras que la banda peruana de rock psicodélico The Dead-End Alley Band, incluye una alusión al cuento en el sencillo Devil's Mask, de su segunda producción Odd Stories (2014), aunque en el álbum, la máscara de calavera es gráficamente representada con la máscara de la popular diablada del altiplano, mientras que en las líricas, la "Muerte Roja" es reemplazada con una sobredosis de ácidos y alucinógenos. También, en el reconocido musical de Andrew Lloyd Webber, durante una de sus canciones titulada "Masquerade" cuando la multitud está terminando la alegre canción se muestra en el punto más alto de las escaleras al fantasma disfrazado de la Muerte Roja.
El autor estadounidense Robert E. Weinberg publicó una trilogía de novelas sobre vampiros titulada "La Mascarada de la Muerte Roja", perteneciente a la colección "Mundo de Tinieblas" de "Vampiro: La Mascarada". También fue adaptado al videojuego por un grupo de jóvenes británicos en el motor CryEngine para el evento "Off the Map". El título en cuestión es llamado "Beneath the Crimson Moon".
Eros Ramazzotti incluyó en su álbum Donde Hay Música (1996) el tema Carta Al Futuro, cuya letra está basada en el cuento.